# المغیره، الجبیل
المغیره (به عربی: المغيرة) یک روستا در لبنان است که در شهرستان جبیل واقع شده‌است.
 المغیره   ۱٬۱۶۰ متر بالاتر از سطح دریا واقع شده‌است.